# Khana (Nigeria)
Khana è una delle ventitré aree a governo locale (local government areas) in cui è suddiviso lo stato di Rivers, nella Repubblica Federale della Nigeria. Si estende su una superficie di 560 km² e conta una popolazione di 294.217 abitanti.